# Uromacer
Genre
Uromacer est un genre de serpents de la famille des Dipsadidae.

## Répartition
Les espèces de ce genre sont endémiques d'Hispaniola. Elles se rencontrent à Haïti et en République dominicaine.

## Description
Les espèces de ce genre présentent un corps extrêmement allongé, surtout au niveau de la queue qui représente près de la moitié de la longueur totale. Les écailles sont lisses et ont la forme de losanges.

## Liste des espèces
Selon The Reptile Database (28 août 2013) :
- Uromacer catesbyi (Schlegel, 1837)
- Uromacer frenatus (Günther, 1865)
- Uromacer oxyrhynchus Duméril, Bibron & Duméril, 1854

## Étymologie
Uromacer vient du grec οὐρά, ourá, « queue », et μακρός, makrós, « grand, long », et fait référence à la longueur de leur appendice caudal.

## Publication originale
- Duméril, Bibron & Duméril, 1854 : Erpétologie générale ou histoire naturelle complète des reptiles. Tome septième. Première partie, p. 1-780 (texte intégral).